# Юбилейный (Пермь)
Юбилейный — микрорайон города Перми. Расположен в Свердловском районе.

## География
Микрорайон расположен к юго-востоку от центра города. Северная граница микрорайона — улицы Чкалова и Старцева. С запада микрорайон ограничен склонами долины реки Егошиха, с юга и востока границей малоэтажной частной застройки микрорайона Южный (улицы Балхашская и Запорожская).

## История
Микрорайон получил свое название в честь 50-летия Октябрьской революции. До застройки территория представляла собой свободную площадку. В последние годы получил известность в связи с проблемой обманутых дольщиков ЖК «Авиатор», чьи дома выходят на улицу Старцева.

## Улицы
Кроме улиц Чкалова и Старцева, ограничивающих микрорайон с севера, можно выделить улицы Холмогорская, Запорожская, Братская и Балхашская.

## Образование
Среднее образование: средняя школа № 82.

## Транспорт
Автобусные маршруты 11, 14, 16, 27, 57, 59, 81